# Infección puerperal
La infección puerperal es una inflamación séptica, localizada o generalizada, que se produce en los primeros quince días del puerperio como consecuencia de las modificaciones y heridas que el embarazo y parto causan sobre el aparato genital.
Aunque el término fiebre puerperal sigue siendo descrito en la literatura, ha perdido favor como categoría diagnóstica. En lugar de ello, la terminología contemporánea suele especificar: 
1. la forma clínica específica de la infección, tal como endometritis —inflamación del revestimiento interior del útero—, flebotrombosis —inflamación de las venas del útero— y la peritonitis o inflamación de la membrana de revestimiento del abdomen;
2. la gravedad de la infección, bien sea relativa infección sin complicaciones y, posiblemente, la sepsis puerperal con riesgo para la vida de la madre.

## Etiología
La endometritis es la fuente más común de infección posparto. Otras fuentes de infecciones postparto incluyen:
1. infecciones de la herida postquirúrgica, bien sea cesárea o episiotomía,
2. celulitis perineal,
3. los productos retenidos de la concepción,
4. infecciones del tracto urinario (ITU)
5. flebitis pélvica séptica.

Los microorganismos más frecuentes provienen de fuentes endógenas o exógenas. Las bacterias endógenas normalmente habitan en la madre e incluyen Escherichia coli, Streptococcus faecalis y anaerobios como el género Clostridium, mientras que los exógenos provienen de otra persona o del material usado durante el parto.